# Volksgericht
Un Volksgericht, littéralement : tribunal populaire, est un tribunal extraordinaire mis en place dans l'Autriche occupée par les puissances alliées après la fin de la Seconde Guerre mondiale, destiné à juger les criminels nazis.

## Contexte
Se référant à la déclaration de Moscou qui a défini la responsabilité de l'Autriche au sein du régime nazi, le gouvernement provisoire autrichien déclare officiellement le 27 avril 1945 : « Ceux qui, par mépris de la démocratie et des libertés démocratiques, ont instauré et maintenu un régime de violence, de surveillance, de persécution et d'oppression sur notre peuple, qui ont plongé le pays dans cette guerre aventureuse, qui l'ont abandonné et veulent encore l'abandonner à la dévastation [...] ne peuvent compter sur aucune clémence. Ils seront traités selon le même régime d'exception qu'ils ont eux-mêmes imposé aux autres et qu'ils devront considérer désormais comme adapté à leur propre cas. Cependant, ceux qui ont collaboré en raison d'une faible volonté, en raison de leur situation économique, en raison d'obligations publiques, contre leurs propres convictions et sans participer aux crimes fascistes, ceux-là doivent revenir dans la communauté du peuple et n’ont rien à craindre. »

## Loi d'interdiction et loi sur les criminels de guerre
L'une des principales préoccupations du gouvernement Renner est de punir les crimes nazis par des tribunaux populaires, Volksgerichte. Le choix du nom Volksgericht n'est pas un hasard, il fait directement référence aux tribunaux du Volksgerichtshof national-socialiste, montrant par là qu'on usera contre les nationaux-socialistes d'une procédure tout aussi sévère que celle qu'ils ont utilisée contre les opposants au nazisme.
Le 8 mai 1945, quelques heures seulement avant la capitulation allemande, le Conseil des ministres du gouvernement provisoire adopte la loi d'interdiction (toujours en vigueur en partie) qui concerne les organisations nationales-socialistes et leurs membres. Le 26 juin 1945 est promulguée en complément, la loi sur les criminels de guerre (Kriegsverbrechergesetz, KVG) qui englobe les crimes suivants :
- crime de guerre au sens strict (§ 1 KVG) ;
- incitation à la guerre (§ 2 KVG) ;
- torture et mauvais traitements (§ 3 KVG) ;
- atteinte à la dignité humaine (§ 4 KVG) ;
- déportation et participation à la déportation des Juives et Juifs (§ 5a KVG) ;
- enrichissement abusif, comprenant l'arianisation (§ 6 KVG) ;
- dénonciation (§ 7 KVG) ;
- haute trahison (§ 8 KVG).

Ces deux lois viennent en complément du code pénal autrichien (StG) ainsi que du code pénal du Reich allemand (RStGB), et sont le fondement juridique des Volksgerichte. Le juriste Wilhelm Malaniuk définit en 1945 l'impossibilité pour les criminels nazis de se réclamer de la non-rétroactivité des lois : « Parce que ce sont des infractions pénales qui violent gravement les lois de l'humanité […] De plus, les crimes du régime national-socialiste représentent une violation des traités et du droit international. »

## Mise en place
Les Volksgerichte sont installés dans les Tribunaux régionaux, en 1945 à Vienne, puis, après accord des Alliés, à Graz, Linz et Innsbruck. La procédure mise en place ne permet pas de faire appel, ni d'engager une procédure en nullité. Seul le président de la Cour suprême autrichienne peut casser un jugement.
Ils sont composés de juges honoraires et de juges professionnels. Au début, les juges honoraires sont désignés par les trois partis politiques autorisés en 1945. Les juges doivent avoir un passé irréprochable, ce qui entraîne une pénurie de juges pour ces tribunaux extraordinaires, dans la mesure où le personnel judiciaire de l'époque compte nombre d'anciens adhérents au parti nazi.

## Procès et verdicts
En plus des crimes listés plus haut, les Volksgerichte se consacrent plus particulièrement :
- aux crimes en relation avec les événements de 1938, mars et novembre (Nuit de cristal) ;
- aux assassinats et mauvais traitements dans les camps de concentration ;
- à la dénonciation de résistants au nazisme ;
- aux crimes commis dans le cadre de l'Aktion T4 ;
- aux crimes commis à la fin de la guerre.

De 1945 à 1955, 136 829 enquêtes préliminaires sont ouvertes pour soupçons de crime national-socialiste ou d'action illégale, dont presque 80 % avant 1948. Au total, 23 477 verdicts sont prononcés sur environ 20 000 prévenus, dont 13 607 condamnations. 43 accusés sont condamnés à mort, 30 sont exécutés, deux se donnent la mort, la dernière exécution a lieu en 1950. 29 sont condamnés à la détention à perpétuité, et 269 à des peines allant de 10 à 20 ans ; parmi ces derniers, beaucoup sont amnistiés en 1955, quand les Volksgerichte disparaissent avec la signature du traité d'État autrichien.

## Sources
- Thomas Albrich, Winfried R. Garscha, Martin Polaschek (Hrsg.), Holocaust und Kriegsverbrechen vor Gericht. Der Fall Österreich, Studienverlag, Innsbruck u. a. 2006,  (ISBN 3-7065-4258-7).
- Marianne Enigl, Terror und Tod – Die Akten der Volksgerichte wurden erstmals geöffnet, In: Profil, 8. mai 2010.
- Heimo Halbainer, Martin F. Polaschek (Hrsg.), Kriegsverbrecherprozesse in Österreich. Eine Bestandsaufnahme, CLIO Verein für Geschichts- und Bildungsarbeit, Graz, 2003,  (ISBN 3-9500971-5-5) (Historische und gesellschaftspolitische Schriften des Vereins CLIO 2).
- Claudia Kuretsidis-Haider, „Das Volk sitzt zu Gericht.“ Österreichische Justiz und NS-Verbrechen am Beispiel der Engerau-Prozesse 1945–1954, Studienverlag, Innsbruck u. a. 2006,  (ISBN 3-7065-4126-2) (Österreichische Justizgeschichte 2).
- Hellmut Butterweck, Verurteilt und begnadigt – Österreich und seine NS-Straftäter, Czernin, Vienne, 2003,  (ISBN 3-7076-0126-9).
- Roland Pichler, Volksgerichtsbarkeit und Entnazifizierung - unter besonderer Berücksichtigung der Verfahren gegen Frauen vor dem Volksgericht Wien, Thèse, Université de Vienne, Vienne, 2016.
- Jeanette Toussaint, Nichts gesehen – nichts gewusst. Die juristische Verfolgung ehemaliger SS-Aufseherinnen durch die Volksgerichte Wien und Linz, In: Gehmacher, Johanna/Gabriella Hauch (Hrsg.) Frauen- und Geschlechtergeschichte des Nationalsozialismus. Fragestellungen, Perspektiven, neue Forschungen (Querschnitte, vol. 23), Vienne, 2007, pp. 222–239,  (ISBN 978-3-7065-4488-7).
- Jeanette Toussaint, Ermittlungen des Volksgerichtes Linz gegen ehemalige SS-Aufseherinnen des KZ-Außenlagers Lenzing (1945-1949) In: Baumgartner, Andreas/Ingrid Bauz/Jean-Marie Winkler (Hrsg.) Zwischen Mutterkreuz und Gaskammer. Täterinnen und Mitläuferinnen oder Widerstand und Verfolgung?, Vienne, 2008, pp. 121–131,  (ISBN 978-3-902605-07-8).